# Geestelijk leidsman
Een geestelijk leidsman is een priester die met een gelovige regelmatig overlegt om hem of haar raad te geven over diens spiritualiteit en gebedsleven. Vaak is de geestelijk leidsman ook biechtvader, maar dat is niet noodzakelijk.
In de geschiedenis zijn er bekende voorbeelden van geestelijke leidsmannen. Zo was Anselmus van Canterbury (1033-1109) de geestelijke leidsman van Ida van Boulogne (ca.1032-1113) en de zalige Raymundus van Capua (1330-1399) werd in 1374 de geestelijk leidsman van Catharina van Siena (1347-1380).
In het begin van de zestiende eeuw schreef de stichter van de jezuïeten, de Heilige Ignatius van Loyala, zijn Geestelijke Oefeningen die onder begeleiding van een geestelijk leidsman worden uitgevoerd.